# راسيل كوبر
راسيل كوبر (بالإنجليزية: Russell Cooper)‏ هو سياسي أسترالي، ولد في 4 فبراير 1941 في بريزبان في أستراليا. حزبياً، نشط في الحزب الوطني الأسترالي.

## مناصب
- انتخب Leader of the Opposition (Queensland) [الإنجليزية]‏.
- انتخب وزير مالية كوينزلاند [الإنجليزية]‏.
- انتخب عضو المجلس التشريعي ولاية كوينزلاند.
- انتخب Premier of Queensland [الإنجليزية]‏ (25 سبتمبر 1989 – 7 ديسمبر 1989).